# Real Madrid Club de Fútbol 1974-1975
Questa voce raccoglie le informazioni riguardanti il Real Madrid Club de Fútbol nelle competizioni ufficiali della stagione 1974-1975

## Stagione
Profondamente rinnovato nell'organico in estate (furono ceduti alcuni giocatori della vecchia guardia per essere sostituiti da giovani come Del Bosque, Camacho e il già affermato Santillana, a cui si affiancò il tedesco Paul Breitner) e con macedone Miljan Miljanić in panchina, il Real Madrid centrò il doble vincendo agevolmente il campionato e sconfiggendo ai rigori i rivali cittadini dell'Atletico Madrid nella finale di Coppa del Generalísimo. In Coppa delle Coppe le merengues giunsero invece fino ai quarti di finale, dove furono eliminati dalla Stella Rossa di Belgrado.

## Rosa
| N. |                      | Ruolo | Calciatore              |
| -- | -------------------- | ----- | ----------------------- |
|    | Spagna (bandiera)    | P     | Miguel Ángel González   |
|    | Spagna (bandiera)    | P     | Mariano García Remón    |
|    | Spagna (bandiera)    | P     | Andrés Junquera         |
|    | Spagna (bandiera)    | D     | José Antonio Camacho    |
|    | Spagna (bandiera)    | D     | Gregorio Benito         |
|    | Spagna (bandiera)    | D     | Benito Rubiñán          |
|    | Argentina (bandiera) | D     | Juan Carlos Touriño     |
|    | Spagna (bandiera)    | D     | José Luis López Peinado |
|    | Spagna (bandiera)    | D     | Juan Morgado            |
|    | Spagna (bandiera)    | D     | José Heredia Jiménez    |
|    | Spagna (bandiera)    | D     | Francisco Javier Uría   |
|    | Germania (bandiera)  | C     | Paul Breitner           |

| N. |                      | Ruolo | Calciatore               |
| -- | -------------------- | ----- | ------------------------ |
|    | Spagna (bandiera)    | C     | Vicente Del Bosque       |
|    | Spagna (bandiera)    | C     | José Martínez Sánchez    |
|    | Spagna (bandiera)    | C     | Manuel Velázquez         |
|    | Spagna (bandiera)    | C     | Alberto Vitoria          |
|    | Spagna (bandiera)    | A     | Carlos Alonso González   |
|    | Germania (bandiera)  | A     | Günter Netzer            |
|    | Argentina (bandiera) | A     | Juan Roberto Martínez    |
|    | Spagna (bandiera)    | A     | Amancio Amaro            |
|    | Spagna (bandiera)    | A     | Francisco Javier Aguilar |
|    | Spagna (bandiera)    | A     | Ramón Moreno             |
|    | Spagna (bandiera)    | A     | José Macanás             |

## Statistiche

### Statistiche di squadra
| Competizione           | Punti | Totale | Totale | Totale | Totale | Totale | Totale | DR  |
| Competizione           | Punti | G      | V      | N      | P      | Gf     | Gs     | DR  |
| ---------------------- | ----- | ------ | ------ | ------ | ------ | ------ | ------ | --- |
| Primera División       | 50    | 34     | 20     | 10     | 4      | 66     | 34     | +32 |
| Coppa del Generalísimo | -     | 6      | 3      | 2      | 1      | 13     | 8      | +5  |
| Coppa delle Coppe      | -     | 7      | 4      | 2      | 1      | 15     | 4      | +11 |
| Totale                 | -     | 47     | 27     | 14     | 6      | 94     | 36     | +58 |

### Statistiche dei giocatori
| Giocatore        | Primera División | Primera División | Primera División | Primera División |
| Giocatore        | Pres             | Gol              | Am               | Esp              |
| ---------------- | ---------------- | ---------------- | ---------------- | ---------------- |
| Aguilar          | 19               | 4                |                  |                  |
| Amancio          | 17               | 3                |                  |                  |
| Benito           | 32               |                  | 4                |                  |
| Breitner         | 29               | 3                | 2                |                  |
| Camacho          | 34               |                  | 1                |                  |
| Del Bosque       | 25               | 2                | 2                |                  |
| García Remón     | 3                |                  |                  |                  |
| Heredia          | 11               | 1                |                  |                  |
| José Luis        | 10               |                  |                  |                  |
| Macanás          | 11               | 1                |                  |                  |
| Miguel Ángel     | 31               |                  | 1                |                  |
| Moreno           | 17               |                  |                  |                  |
| Morgado          | 5                |                  | 1                |                  |
| Netzer           | 31               | 7                |                  |                  |
| Pirri            | 20               | 7                |                  |                  |
| Roberto Martínez | 27               | 15               | 3                | 1                |
| Rubiñán          | 30               | 4                |                  |                  |
| Santillana       | 32               | 17               |                  |                  |
| Touriño          | 17               |                  |                  |                  |
| Uria             | 1                |                  |                  |                  |
| Velázquez        | 17               | 2                |                  |                  |
| Vitoria          | 6                |                  |                  |                  |